# Jelena Branković (Mara)
Marija Branković (poznata i kao kraljica Mara i Jelena; 1447. – nakon 1495.), posljednja bosanska kraljica, bila je supruga kralja Stjepana Tomaševića. 
Iako se njenu svekrvu kraljicu Katarinu često spominje kao posljednju bosansku kraljicu, to je zapravo bila Marija.
Bila je kći srpskog despota Lazara Brankovića i bizantske carevne Jelene Paleolog, kćeri brata pretposljednjeg bizantskog cara Ivana VIII. Paleologa. Rođena je oko 1447. godine i krštena u pravoslavnoj srpskoj crkvi kao Jelena.
Kako nije imala braće već samo dvije sestre, Jerinu i Milicu, 1. travnja 1459. godine kao dvanaestogodišnjakinja udana je za Stjepana Tomaševića, bosanskog prijestolonasljednika, najstarijeg sina tadašnjeg bosanskog kralja Stjepana Tomaša i patarenke Vojače. Brak je sklopljen kako bi on preko nje dobio pravo na srpsku despotovinu, a bračne pregovore vodili su Marina majka, tada već udovica, despotica Jelena, i kralj Stjepan Tomaš. U sklopu braka, Jelena se preobratila na rimokatoličanstvo i uzela ime Marija.
Vladavina despota Stjepana Tomaševića u Srbiji je bila kratka. U srpnju 1459. godine osmanski sultan Mehmed II. osvojio je Srbiju, te su Tomašević i Marija bili prisiljeni skloniti se na dvor njegovog oca u Bosni.
Godine 1461. umro je Marijin svekar i Marin je muž postao kralj Bosne, čime ona postaje bosanska kraljica zamjenjujući na tome mjestu maćehu svoga muža, Katarinu Kosaču.
Po osmanskom osvajanju Bosne, 5. lipnja 1463. godine, Marijin muž je pogubljen – Marija je ostala udovica sa šesnaest godina. Bosansko kraljevstvo je time srušeno, a teritorij Bosne i Hercegovine postaje dio Osmanlijskog Carstva.
Postoje razne teorije o Marijinom životu nakon pada Bosne:
1. Franz Babinger, Hickman, i Manheim tvrde da se kraljica Marija obratila Dubrovniku za pomoć, skrasila u samostanu pored Splita, te de ja bila i na sultanovom dvoru, gdje je stekla nepopularnost spletkama protiv najbliže rodbine.[1] Isti tvrde da je Marija umrla 1474. godine na otoku Lefkadi.[1] Michael Angold piše kako je kraljica Marija nakon muževog pogubljenja nastavila živjeti u Osmanskom Carstvu sa svojim tetkama, sultanijom Marom i celjskom groficom Katarinom. Nakon smrti tetaka, kraljica Marija je trebala naslijediti njihovu imovinu (jer sultanija nije nikada imala djece, a celjska grofica je nadživjela svoje troje djece). Dio njihove imovine bio je obećan samostanima, a kako se nije znalo točno koliko imovine je trebalo pripasti samostanima, kraljica Marija je na sudu tražila trideset tisuća zlatnika za koje je tvrdila da su u posjedu monaha, iako su trebali pripasti njoj nakon smrti grofice Katarine. Ispostavilo se da nije bila u mogućnosti dokazati svoje tvrdnje.[12]
2. Prema Fineu, kraljica Marija je preživjela bježeći na obalu Jadranskog mora.[13]
3. Četvrta mogućnost je da se Marija pridružila haremu nekog turskog generala.[14]
4. Prema Krunoslavu Draganoviću, kraljica Mara se posljednji put spominje 24. siječnja 1495. godine, što znači da je umrla nakon spomenutog datuma.[2] Draganović, Krunoslav: Poviest hrvatskih zemalja Bosne i Hercegovine, 1942

Nije poznato je li Marija imala djece s Tomaševićem ili iz mogućeg sljedećeg braka.